# El Porvenir (El Salvador)
El Porvenir es un distrito salvadoreño ubicado en la zona occidental, en el municipio de Santa Ana Oeste del departamento de Santa Ana.
Tiene una extensión territorial de 52.52 km², tiene una población de 12 721 habitantes y para su administración se divide en 4 cantones y 25 caseríos.
| Censo | Población | Cambio | Porcentaje |
| ----- | --------- | ------ | ---------- |
| 2007  | 8 232     | N/D    | N/D        |
| 2024  | 12 721    | 4 489  | 54.5%      |

Entre 2006 y 2009 el gobierno municipal fue presidido por Guillermo Augusto Vizcarra Calderón del partido Frente Farabundo Martí para la Liberación Nacional (FMLN) desde ahí el gobierno municipal estuvo en manos del partido ARENA a partir de las elecciones de 2009 hasta el 2024 que fue elegido Jorge Castro del Partido Nuevas Ideas como nuevo alcalde del municipio de Santa Ana Oeste.

## Historia
El Porvenir fue fundado aldea el 26 de octubre de 1858 siendo jurisdicción del municipio de Chalchuapa.[cita requerida]
En la trigésima novena sesión de la Asamblea Nacional Constituyente celebrada el 10 de febrero de 1880, se dio primera lectura al dictamen de la comisión de Gobernación en la solicitud de la Municipalidad de Chalchuapa en que pide que se erija en cabecera de Distrito a Chalchuapa y en pueblos los Valles de "Salitrillo"(San Sebastián Salitrillo) y "Los Dos Ríos"(El Porvenir). En la cuadragésima sesión en el 11 de febrero, se dio segunda lectura al mismo dictamen y se señaló su discusión para el siguiente día. En la cuadragésima primera sesión en el 12 de febrero, se dio tercera lectura y se puso a discusión el dictamen de la comisión de Gobernación y fue aprobada la parte que dice:

La comision es de sentir: que no acompañándose documentos de ninguna clase en que conste que los enunciados valles llenan las condiciones legales para ser elevados al rango que desean, se pida informe al Ministro de Estado en el despacho de Gobernacion, lo mismo que al Supremo Tribunal de Justicia respecto á la ereccion en cabecera de Distrito.
Comisión de Gobernación

En el decreto del 1 de marzo de 1880, se facultó al Poder Ejecutivo para que de acuerdo con la Suprema Corte de Justicia, resuelve lo necesario en la solicitud, dando cuenta a la Legislatura ordinaria de los resultados.
En el 7 de agosto de 1885, durante la administración del presidente Francisco Menéndez, se erigió en pueblo el Valle de Los dos Ríos y se le cambió el nombre al de "El Porvenir" y se decretó que en el tercer domingo del diciembre próximo se reunieran los vecinos del pueblo para la elección de Municipalidad, presididos por el alcalde y jefe del distrito de Chalchuapa.
En el 8 de abril de 1893, la Asamblea Nacional agregó a la jurisdicción de El Porvenir los cantones Senea, San Juan Chiquito y Las Tablas pertenecientes a Chalchuapa y los cantones Las Piedritas, San Cristóbal y Los Cerros Dormidos pertenecientes a Candelaria de la Frontera; el decreto es sancionado por el presidente Carlos Ezeta en el 18 de abril.
El gobierno de Tomás Regalado en el 27 de septiembre de 1899 acordó estar de conformidad con una solicitud del Municipio de El Porvenir para que se le autorice aceptar la donación de un terreno que les hizo la señora Jerónima Lemus con la condición de que se construya en él la iglesia parroquial, de la cual carecía la población en ese tiempo, y que se le dé enterramiento en ella cuando fallezca.
En el 8 de mayo de 1901, el Poder Ejecutivo decretó que era de necesidad y utilidad pública la ocupación de 32 manzanas de terreno de la propiedad de los señores Pedro Hurtado, Juan Martínez, Félix Guerrero, Bonifacio Morales, Dolores Acevedo, Mercedes de Barrera, Tránsito García, Hercilia de Agreda y herederos de don Joaquín Calderón, para la construcción de calles, plazas, cárceles, casas de escuela y demás edificios públicos, y decretó que se proceda a su expropiación.